# Isabela Klára Evženie
Isabela Klára Evženie Španělská (12. srpna 1566, Segovia – 1. prosince 1633, Brusel) byla dcerou španělského krále Filipa II. a jeho třetí manželky, francouzské princezny Alžběty z Valois. Spolu se svým manželem Albrechtem VII. Habsburským byla místodržitelkou Španělského Nizozemí. Některé zdroje ji uvádějí jako „Kláru Isabelu Evženii“.

## Biografie

### Mládí a rodina

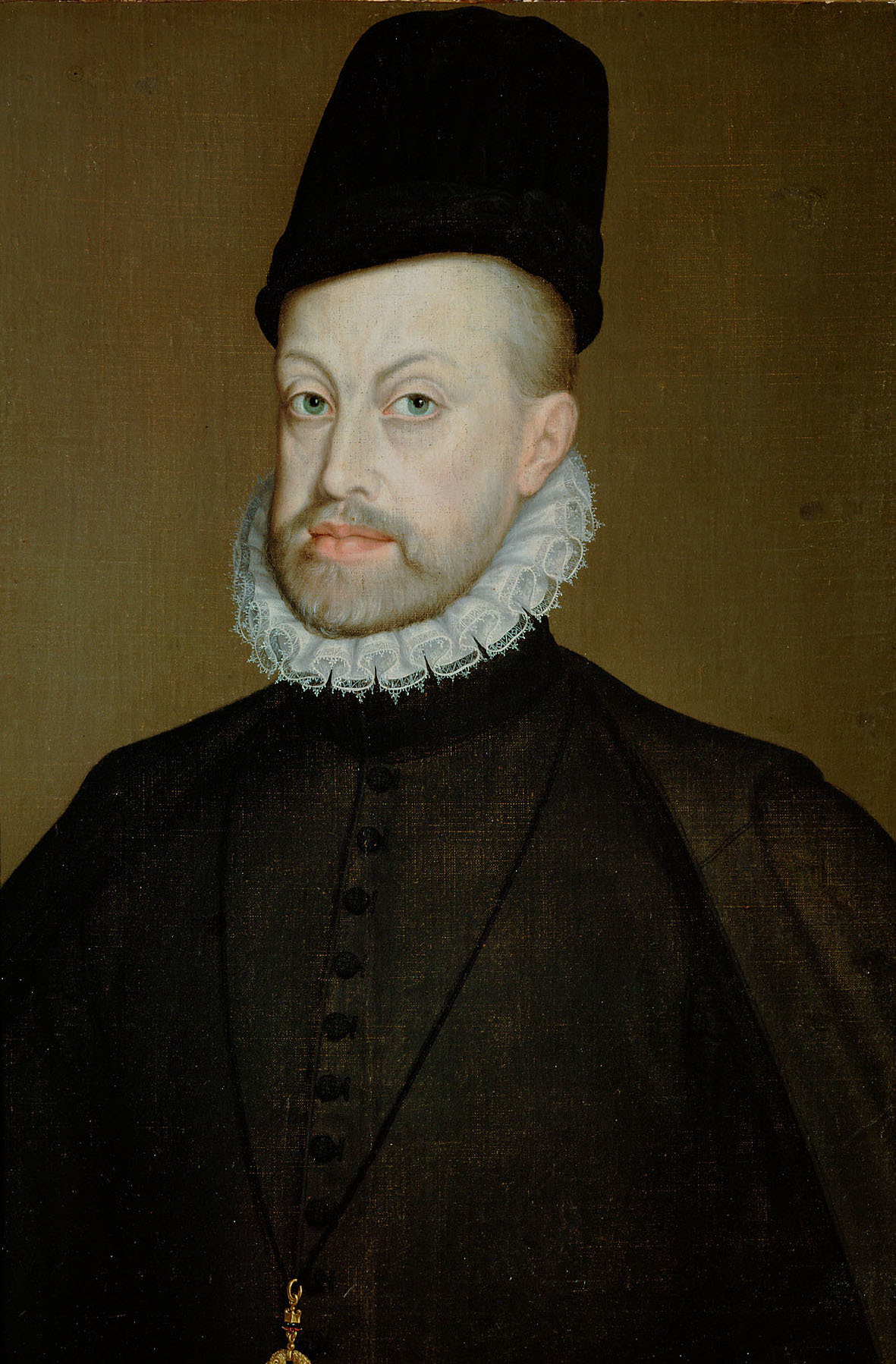
Isabelin otec Filip II. Španělský

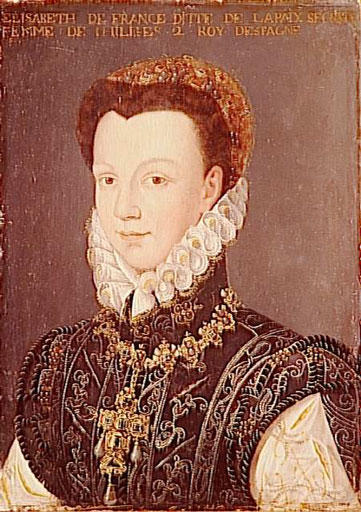
Isabelina matka Alžběta z Valois

Isabela Klára Evženie se narodila 12. srpna 1566 v Segovii. Její otec byl údajně velmi šťastný a prohlásil o sobě, že je šťastnější, než kdyby se mu narodil syn. Filip již mužského dědice měl, a to Dona Carlose, dítě z prvního manželství s Marií Portugalskou, nicméně otec a syn si nikdy k sobě nevypěstovali blízký vztah a žili ve vzájemném sporu.
Isabelina matka byla zasnoubená s Donem Carlosem, ale politické komplikace nenadále vyžadovaly její sňatek s Filipem. Navzdory velkému věkovému rozdílu byl Filip Alžbětě velmi oddán a byl jí oporou, i když onemocněla pravými neštovicemi. Alžbětino první těhotenství skončilo v roce 1564 potratem dvojčat. O dva roky později porodila Isabelu Kláru Evženii a po roce její mladší sestru Kateřinu Michaelu 10. října 1567. 3. října 1568 Alžběta potratila syna a ve stejný den zemřela.
Matka tedy Isabele zemřela velice brzo, když byly Isabele pouhé dva roky, otec se však záhy znovu oženil. Isabela vyrostla se svou sestrou Kateřinou Michaelou vychovávaná svým otcem a svou nevlastní matkou, Annou Habsburskou; tato Filipova čtvrtá manželka byla oběma sestrám skutečnou matkou. Filip měl nakonec s Annou pět dětí, všechny ale zemřely v dětství kromě následníka Filipa III. Ačkoliv se o Filipovi II. tvrdí, že byl chladný a nevšímavý ke svým potomkům, měl k oběma dcerám velmi vřelý vztah a věnoval jim mnoho ze svého vzácného času. Existuje mnoho jeho dopisů určených jeho dcerám, jež svědčí o jeho velké náklonnosti k nim; každý dopis je podepsán "Váš dobrý otec".
Isabela byla jediná osoba, které Filip dovolil, aby mu pomáhala v práci, třídila jeho listiny a překládala italské dokumenty do španělštiny, protože Filipovy jazykové znalosti byly na jeho dobu nedostačující. Isabela byla svému otci velmi blízká až do jeho smrti roku 1598.

### Manželství

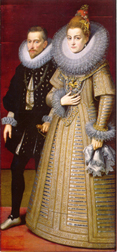
Isabela a Albrecht

Ve věku dvou let byla Isabela zaslíbena Rudolfovi II., císaři Svaté říše římské. Čekala více než třicet let, než výstřední Rudolf prohlásil, že nemá v plánu se někdy oženit.
Když byl 2. srpna 1589 Isabelin strýc Jindřich III. Francouzský zavražděn fanatickým mnichem, Filip II. vznesl nárok na francouzskou korunu pro Isabelu. Na trůn ale neměla nárok, protože ve Francii platilo v nástupnictví Salické právo, které vylučovalo jako následníka trůnu ženu; Filipova třetí manželka, Isabelina matka, se navíc svatbou s ním zřekla nároku na francouzský trůn. V parlamentu byla nicméně katolíky prohlášena "legitimní vládkyní" Francie. Favorit protestantů, Jindřich Navarrský, podle francouzských dědických zákonů právoplatný král, nakonec dokázal svůj nárok na trůn, stal se katolíkem a byl korunován roku 1594.
Po smrti Filipa II. Isabela Evženie konečně našla manžela. 18. srpna 1599 a ve věku 33 let se provdala za svého bratrance Albrechta VII. Habsburského. Albrecht byl místodržitelem Španělského Nizozemí, místokrálem Portugalska a také toledským arcibiskupem. Z církevních služeb ho ale papež Klement VIII. uvolnil ještě před tím, než se konala svatba. Isabela porodila Albrechtovi tři děti, arcivévody Filipa (narozen 21. října 1605) a Albrechta (narozen 21. ledna 1607) a arcivévodkyni Annu. Žádné z dětí se nedožilo dospělosti.

### Španělské Nizozemí
Od počátku roku 1601 pár spravoval Španělské Nizozemí společně, po Albrechtově smrti byla Isabela jmenována guvernérkou zastupující španělského krále. Jejich vláda je považována za zlatý věk Španělského Nizozemí. Po čtyřech desetiletích války přinesla zemi tolik potřebný mír a ekonomickou stabilitu. Arcivévodové upevnili autoritu Habsburků, utlumili rostoucí myšlenky na samostatnost a protišpanělské cítění.
Arcivévodové podporovali řadu umělců, jako Rubense, Pietera Brueghela mladšího a další. Toto, spolu s politickým uspořádáním té doby, udělalo ze dvora arcivévodů v Bruselu jedno z politických a uměleckých center Evropy. Brusel se stal spojnicí mezi ostatními habsburskými dvory a dalo by se říci, že diplomatická jednání mezi Madridem, Vídní, Paříží, Londýnem, Lisabonem, Štýrským Hradcem, Innsbruckem, Prahou a Haagem probíhala v Bruselu.
Po Albrechtově smrti roku 1621 byla Isabela jmenována místodržitelkou Španělského Nizozemí. V této funkci ji po její smrti vystřídal Ferdinand Španělský, třetí syn jejího nevlastního bratra Filipa III.

## Vývod z předků
|                       |                                 |  |                   |                           |  |  |  |  |  |  |  | Maxmilián I. Habsburský |
|                       |                                 |  |                   |                           |  |  |  |  |  |  |  |                         |
|                       | Filip I. Sličný                 |  |                   |                           |  |  |  |  |  |  |  |                         |
|                       |                                 |  |                   |                           |  |  |  |  |  |  |  |                         |
|                       |                                 |  |                   | Marie Burgundská          |  |  |  |  |  |  |  |                         |
|                       |                                 |  |                   |                           |  |  |  |  |  |  |  |                         |
|                       | Karel V.                        |  |                   |                           |  |  |  |  |  |  |  |                         |
|                       |                                 |  |                   |                           |  |  |  |  |  |  |  |                         |
|                       |                                 |  |                   | Ferdinand II. Aragonský   |  |  |  |  |  |  |  |                         |
|                       |                                 |  |                   |                           |  |  |  |  |  |  |  |                         |
|                       | Jana I. Kastilská               |  |                   |                           |  |  |  |  |  |  |  |                         |
|                       |                                 |  |                   |                           |  |  |  |  |  |  |  |                         |
|                       |                                 |  |                   | Isabela I. Kastilská      |  |  |  |  |  |  |  |                         |
|                       |                                 |  |                   |                           |  |  |  |  |  |  |  |                         |
|                       | Filip II. Španělský             |  |                   |                           |  |  |  |  |  |  |  |                         |
|                       |                                 |  |                   |                           |  |  |  |  |  |  |  |                         |
|                       |                                 |  |                   | Ferdinand, vévoda z Viseu |  |  |  |  |  |  |  |                         |
|                       |                                 |  |                   |                           |  |  |  |  |  |  |  |                         |
|                       | Manuel I. Portugalský           |  |                   |                           |  |  |  |  |  |  |  |                         |
|                       |                                 |  |                   |                           |  |  |  |  |  |  |  |                         |
|                       |                                 |  |                   | Beatrix Portugalská       |  |  |  |  |  |  |  |                         |
|                       |                                 |  |                   |                           |  |  |  |  |  |  |  |                         |
|                       | Isabela Portugalská             |  |                   |                           |  |  |  |  |  |  |  |                         |
|                       |                                 |  |                   |                           |  |  |  |  |  |  |  |                         |
|                       |                                 |  |                   | Ferdinand II. Aragonský   |  |  |  |  |  |  |  |                         |
|                       |                                 |  |                   |                           |  |  |  |  |  |  |  |                         |
|                       | Marie Aragonská                 |  |                   |                           |  |  |  |  |  |  |  |                         |
|                       |                                 |  |                   |                           |  |  |  |  |  |  |  |                         |
|                       |                                 |  |                   | Isabela I. Kastilská      |  |  |  |  |  |  |  |                         |
|                       |                                 |  |                   |                           |  |  |  |  |  |  |  |                         |
| Isabela Klára Evženie |                                 |  |                   |                           |  |  |  |  |  |  |  |                         |
|                       |                                 |  |                   |                           |  |  |  |  |  |  |  |                         |
|                       |                                 |  | Karel z Angoulême |                           |  |  |  |  |  |  |  |                         |
|                       |                                 |  |                   |                           |  |  |  |  |  |  |  |                         |
|                       | František I. Francouzský        |  |                   |                           |  |  |  |  |  |  |  |                         |
|                       |                                 |  |                   |                           |  |  |  |  |  |  |  |                         |
|                       |                                 |  |                   | Luisa Savojská            |  |  |  |  |  |  |  |                         |
|                       |                                 |  |                   |                           |  |  |  |  |  |  |  |                         |
|                       | Jindřich II. Francouzský        |  |                   |                           |  |  |  |  |  |  |  |                         |
|                       |                                 |  |                   |                           |  |  |  |  |  |  |  |                         |
|                       |                                 |  |                   | Ludvík XII.               |  |  |  |  |  |  |  |                         |
|                       |                                 |  |                   |                           |  |  |  |  |  |  |  |                         |
|                       | Klaudie Francouzská             |  |                   |                           |  |  |  |  |  |  |  |                         |
|                       |                                 |  |                   |                           |  |  |  |  |  |  |  |                         |
|                       |                                 |  |                   | Anna Bretaňská            |  |  |  |  |  |  |  |                         |
|                       |                                 |  |                   |                           |  |  |  |  |  |  |  |                         |
|                       | Alžběta z Valois                |  |                   |                           |  |  |  |  |  |  |  |                         |
|                       |                                 |  |                   |                           |  |  |  |  |  |  |  |                         |
|                       |                                 |  |                   | Petr Medicejský           |  |  |  |  |  |  |  |                         |
|                       |                                 |  |                   |                           |  |  |  |  |  |  |  |                         |
|                       | Lorenzo II. Medicejský          |  |                   |                           |  |  |  |  |  |  |  |                         |
|                       |                                 |  |                   |                           |  |  |  |  |  |  |  |                         |
|                       |                                 |  |                   | Alfonsina Orsini          |  |  |  |  |  |  |  |                         |
|                       |                                 |  |                   |                           |  |  |  |  |  |  |  |                         |
|                       | Kateřina Medicejská             |  |                   |                           |  |  |  |  |  |  |  |                         |
|                       |                                 |  |                   |                           |  |  |  |  |  |  |  |                         |
|                       |                                 |  |                   | Jan III. z Auvergne       |  |  |  |  |  |  |  |                         |
|                       |                                 |  |                   |                           |  |  |  |  |  |  |  |                         |
|                       | Madeleine de la Tour d'Auvergne |  |                   |                           |  |  |  |  |  |  |  |                         |
|                       |                                 |  |                   |                           |  |  |  |  |  |  |  |                         |
|                       |                                 |  |                   | Jana Bourbonská-Vendôme   |  |  |  |  |  |  |  |                         |
|                       |                                 |  |                   |                           |  |  |  |  |  |  |  |                         |